# NGC 3978
NGC 3978 é uma galáxia espiral barrada (SBbc) localizada na direcção da constelação de Ursa Major. Possui uma declinação de +60° 31' 22" e uma ascensão recta de 11 horas, 56 minutos e 10,6 segundos.
A galáxia NGC 3978 foi descoberta em 19 de Março de 1790 por William Herschel.